# Josefine Hellroth Larsson
Josefine Hellroth Larsson, tidigare Larsson, född 17 april 1986 i Reftele. Hon är sedan 2019 ledamot i Unionen, Stockholms regionstyrelse och arbetar sedan den 20 januari 2020 som projektledare på Wikimedia Sverige.

## Biografi
Hellroth Larsson var fram till 2012 vice ordförande i Nykterhetsrörelsens scoutförbund. Under 2011–2012 var hon ordförande för Riksstyrelsen i IOGT-NTO-rörelsen, vilket innebar att hon under november och december 2012 var ordförande för två av Sveriges största folkrörelser då hon även var en av två ordförande i Scouterna tillsammans med Martin Björgell, från november 2012 till november 2014. Hon valdes till posten i november 2012 vid det första årsmötet för Scouternas nya riksorganisation. Björgell och Hellroth Larsson efterträddes av Gustav Haag och Inger Ekvall i november 2014. Genom ordförandeskapet var Hellroth Larsson också President of the Girl Guides and Girl Scouts of Sweden.
Hellroth Larsson var sekreterare i förbundsstyrelsen i nykterhetsorganisationen IOGT-NTO åren 2015–2017 och satt i styrelsens arbetsutskott.
Från 2018 arbetade hon på Qlok med digital kommunikation och e-lärande. Mellan 2016 och 2018 var hon generalsekreterare för Rädda Barnens Ungdomsförbund. Hon har tidigare varit verksamhetsansvarig för tankesmedjan Nocturum som arbetar för att skapa nya perspektiv på alkoholfrågan.

## Scouternas strukturprocess
Under 2010–2012 arbetade Scoutrörelsen med att organisera sig på ett nytt sätt. Processen kallades "Scouternas strukturprocess", och benämndes oftast som "nya Scouterna". I egenskap av rollen som vice ordförande i Nykterhetsrörelsens Scoutförbund var Josefine Hellroth Larsson en av de personer som arbetade med att forma den nya organisationen. Bland annat var hon ansvarig för avtalsförhandlingarna mellan Scouterna och Nykterhetsrörelsens Scoutförbund.